# Eibenstock
Eibenstock – miasto w Niemczech, w kraju związkowym Saksonia, w okręgu administracyjnym Chemnitz, w powiecie Erzgebirgskreis (do 31 lipca 2008 w powiecie Aue-Schwarzenberg).
W skład miasta wchodzą następujące dzielnice:
- Blauenthal
- Blechhammer
- Carlsfeld
- Neidhardtsthal
- Neues Wiesenhaus
- Oberwildenthal
- Sosa
- Stabhammer
- Weitersglashütte
- Wildenthal
- Wilzschmühle
- Wolfsgrün

Do 31 grudnia 2010 w mieście znajdowała się siedziba wspólnoty administracyjnej Eibenstock. W wyniku reformy administracyjnej wspólnotę rozwiązano, a gmina Sosa, która wchodziła w skład wspólnoty, została przyłączona do miasta.

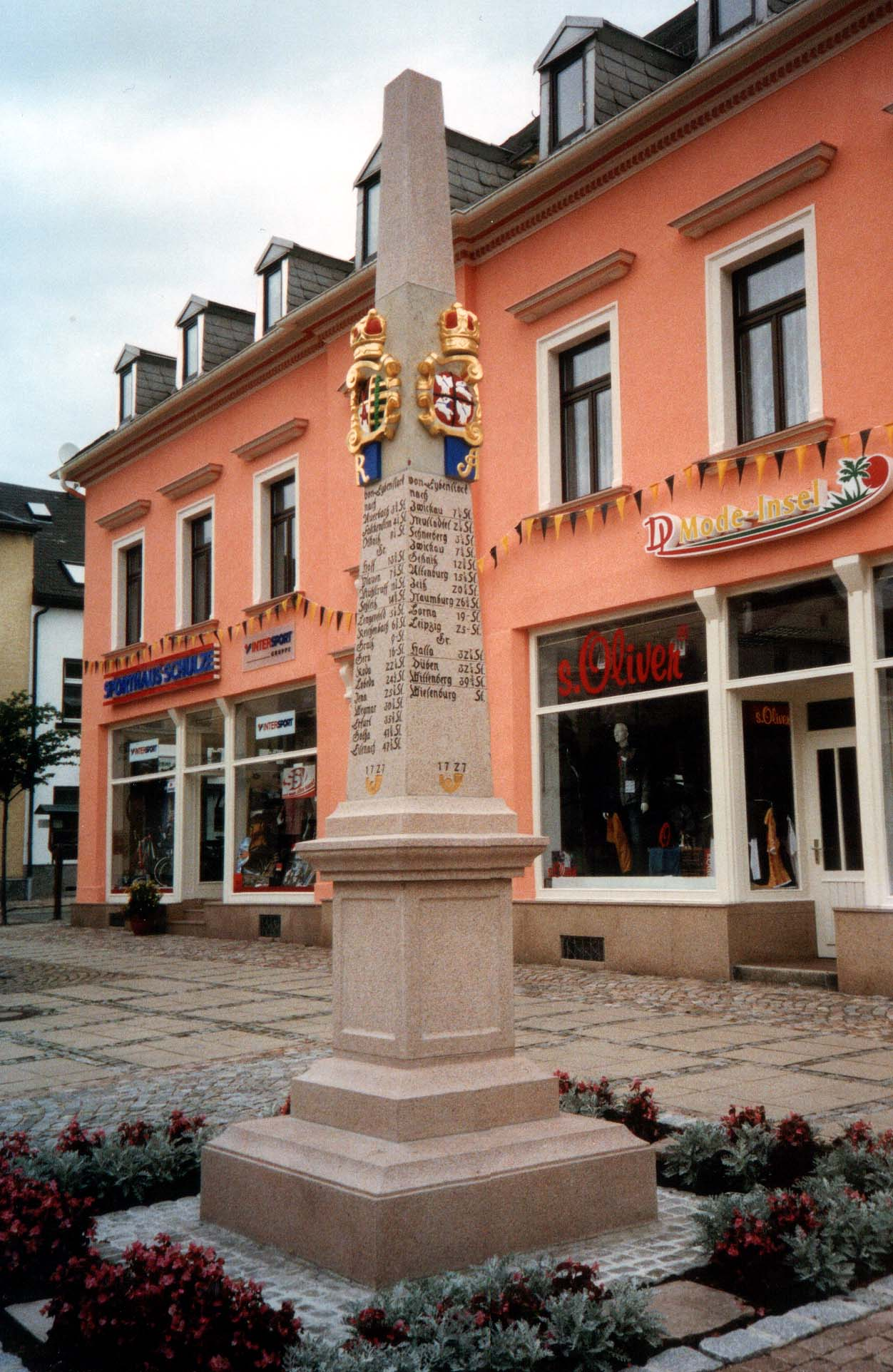
Słup dystansowy poczty polsko-saskiej z 1727 roku

W latach 1697–1706 i 1709–1763 Eibenstock wraz z Elektoratem Saksonii było połączone unią z Polską, a w latach 1807–1815 wraz z Królestwem Saksonii unią z Księstwem Warszawskim. O unii przypomina dystansowy słup pocztowy z herbami Polski i Saksonii, postawiony za panowania króla Augusta II Mocnego.

## Współpraca
Miejscowość partnerska:
- Biebertal, Hesja
- Ebensfeld, Bawaria (kontakty utrzymuje dzielnica Sosa)

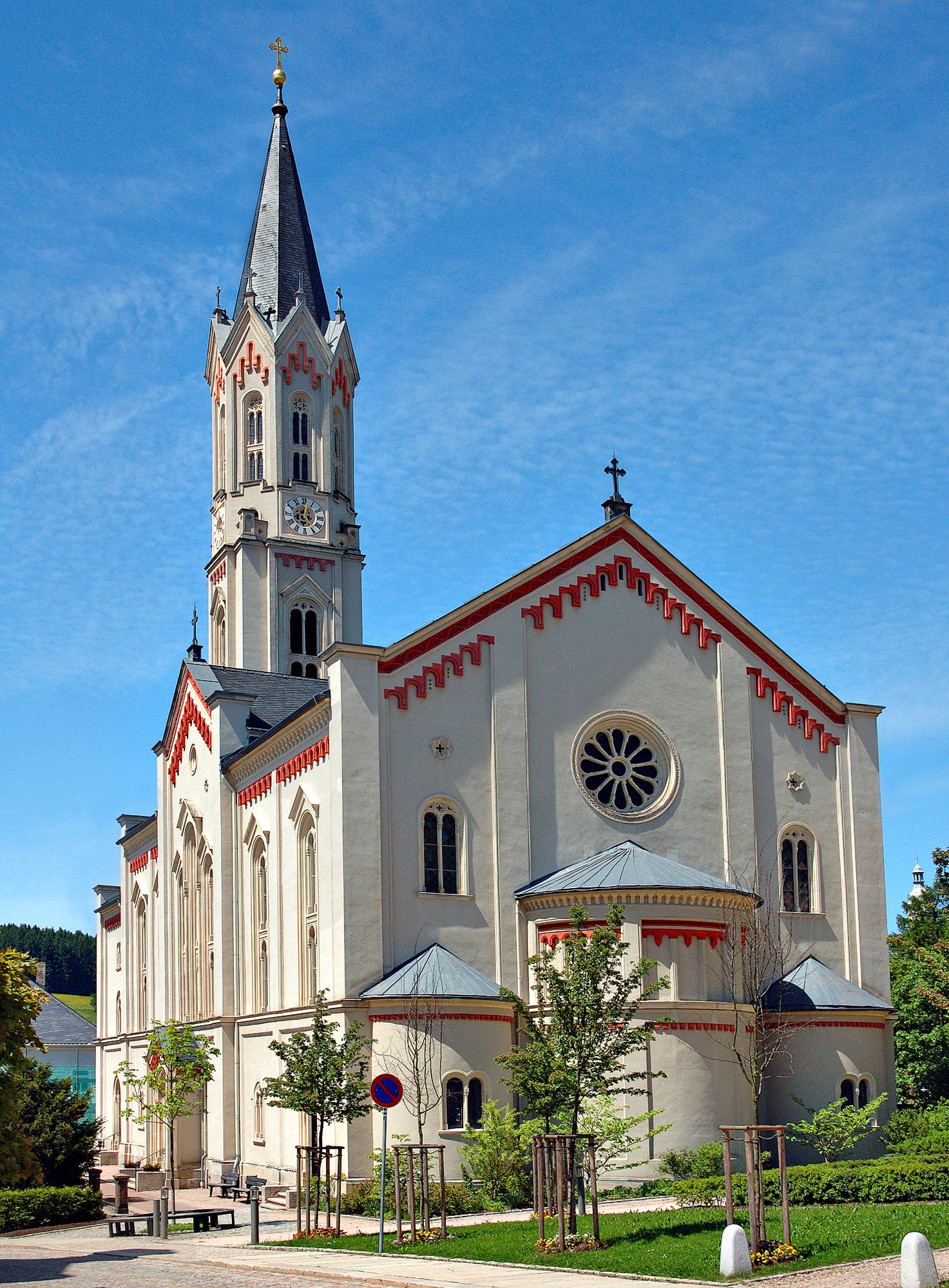
Kościół neoromański